# Take a Little Trip
Take a Little Trip è una canzone scritta da Ronnie Rogers e Mark Wright e registrata dal gruppo musicale statunitense Alabama. È stata pubblicata nel giugno del 1992 come primo singolo del loro album American Pride.